# Налог на окна

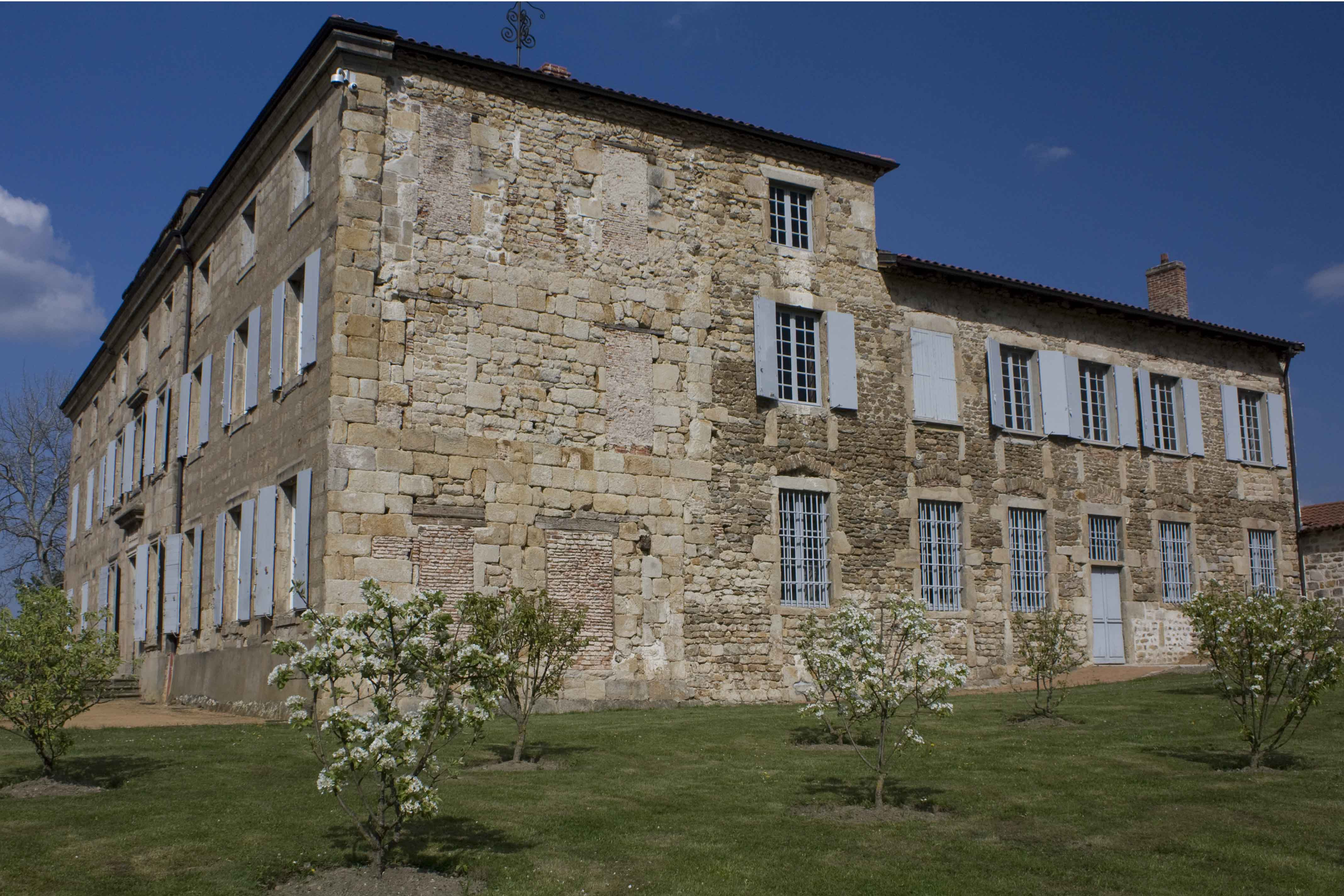
Особняк в Фирмини, Франция. Часть окон заложена камнем с целью снизить налог

Налог на окна — налог на недвижимость, размер которого зависит от количества окон в доме. В XVIII-XIX веках он играл важную социальную, культурную и архитектурную роль в Англии, Франции и Ирландии. Чтобы избежать уплаты налога, в некоторых домах того периода можно увидеть заложенные кирпичом оконные проёмы (которые впоследствии можно было перестеклить). В Англии и Уэльсе налог был введён в 1696 году, а в Шотландии — в 1748 году. В обоих случаях он был отменён в 1851 году. Во Франции аналогичный налог существовал с 1798 по 1926 год.
В Англии и Уэльсе налог был введён в 1696 году при короле Вильгельме III.  Его целью было сделать налогообложение пропорциональным благосостоянию налогоплательщика без введения собственно подоходного налога. В то время многие люди в Великобритании принципиально выступали против подоходного налога, потому что раскрытие информации о личных доходах представляло собой неприемлемое вмешательство государства в личные дела и потенциальную угрозу личной свободе. Когда был введён налог на окна, он состоял из двух частей: фиксированного налога на дом в размере двух шиллингов за дом и переменного налога в зависимости от количества окон в доме. За недвижимость с количеством окон от десяти до двадцати платили дополнительно четыре шиллинга , а за недвижимость с количеством окон более двадцати платили дополнительно восемь шиллингов.
Строительство домов с минимальным количеством окон оказывало влияние на санитарное состояния жилища и здоровье населения.